# Thamnocephalus salinarum
Thamnocephalus salinarum är en kräftdjursart som beskrevs av Cohen 2002. Thamnocephalus salinarum ingår i släktet Thamnocephalus och familjen Thamnocephalidae. Inga underarter finns listade i Catalogue of Life.